# Thomas DiLorenzo
Thomas DiLorenzo (ur. 8 sierpnia 1954) – amerykański ekonomista i libertarianin, prezes Mises Institute. Krytyk prezydenta Abrahama Lincolna.

## Życiorys
Obronił pracę doktorską z zakresu ekonomii na Virginia Polytechnic Institute and State University. Był następnie profesorem ekonomii na Loyola University Maryland, University of Tennessee at Chattanooga i na Uniwersytecie Stanu Nowy Jork w Buffalo. Przedstawił pogląd, według którego prezydent Stanów Zjednoczonych Abraham Lincoln dążył do zniesienia nie niewolnictwa, a prawa do secesji. Ponadto stwierdził, że niewolnictwo nie przyczyniło się do wybuchu wojny secesyjnej.
Prezes Mises Institute, związany także z Independent Institute. Członek organizacji League of the South. Publikował swoje artykuły w czasopismach m.in. Public Choice, Public Finance Quarterly, Review of Austrian Economics i The Independent Review.

## Książki[4]
- CancerScam: The Diversion of Federal Cancer Funds for Politics
- From Pathology to Politics: Public Health in America
- Hamilton's Curse: How Jefferson’s Arch Enemy Betrayed the American Revolution
- How Capitalism Saved America: The Untold History of Our Country from the Pilgrims to the Present
- Lincoln Unmasked: What You’re Not Supposed to Know About Dishonest Abe
- The Food and Drink Police: America’s Nannies, Busybodies, and Petty Tyrants
- The Real Lincoln: A New Look a Abraham Lincoln, His Agenda, and an Unnecessary War
- Underground Government: The Off-budget Public Sector
- Unfair Competition: The Profits of Nonprofits